# Мартинес, Лаутаро
Лаута́ро Хавье́р Марти́нес (исп. Lautaro Javier Martínez; род. 22 августа 1997, Баия-Бланка, Буэнос-Айрес) — аргентинский футболист, нападающий и капитан итальянского клуба «Интернационале» и сборной Аргентины. Чемпион мира, двукратный обладатель Кубка Америки, победитель Финалиссимы.

## Ранние годы
Родился в Баия-Бланка, провинция Буэнос-Айрес. В этом городке также родились Родриго Паласио, забивший за «Интер» 48 мячей и Ману Джинобили — легенда аргентинского баскетбола, прославивший страну в НБА. До 15 лет Мартинес тоже активно занимался баскетболом, однако затем переключился на футбол, присоединившись к местной команде «Лайнерс». Его отец тоже был профессиональным игроком и когда-то играл в этой команде. Мартинес оказался куда талантливее своего предка, в 2013 году он практически в одиночку вытащил команду в финал Национального Кубка до 17 лет, наколотив 8 мячей в 5 матчах. Ещё 13 мячей забил в чемпионате своей возрастной категории.

## Клубная карьера
Уже в январе 2014 года Мартинес покинул родной город, перебравшись в большой клуб — «Расинг» из Авельянеды. Вскоре после перехода начал проситься назад в родную команду, однако по рекомендации некоторых лидеров не стал уходить в аренду и сосредоточился на выступлениях в дубле. В 64 матчах забил 53 мяча. Благодаря этому, ещё до дебюта в чемпионате Аргентины, привлёк внимание европейских топ-клубов. Местные издания писали, что трансфер аргентинца согласован с мадридским «Реалом». Однако никаких подтверждений и конкретных данных по контракту не поступило.

### «Расинг»
Возможно, слухи о Европе заставили руководство клуба поспешить с дебютом 18-летнего форварда в основной команде. Уже 1 ноября 2015 он вышел на поле в поединке против «Крусеро-дель-Норте» (3:0), заменив легендарного Диего Милито, который был его кумиром. Этот матч стал единственным для Лаутаро в том сезоне, он даже не получил золотые медали Апертуры. В первой половине сезона 2016 года сыграл уже в трёх матчах и отметился дебютным мячом — в ворота «Уракана». Также был удалён в одном из матчей, получив две жёлтые карточки за 5 минут. На фоне личного прогресса и травмы основного нападающего команды Лисандро Лопеса Мартинес сумел закрепиться в основе аргентинского гранда. В сезоне 2016/17 забил 9 мячей в 23 матчах, в том числе два дубля. В декабре 2017 года Мартинес попал на прицел «Атлетико», «Барселоны» и «Монако». Самым настойчивым был мадридский клуб. 7 декабря стало известно о том, что стороны уже согласовали контракт и Мартинес останется на правах аренды до конца сезона. Однако эта информация оказалась фейком. 28 февраля в поединке Кубка Либертадорес против бразильского «Крузейро» Мартинес отметился хет-триком. С зимы 2018 года в гонку за игрока включился «Интер». Но руководство «Расинга» сыграло на опережение и заключило со своим талантом новый контракт с опцией выкупа в 111 миллионов евро. Благодаря наличию связей в Аргентине, в том числе через свою легенду Милито, «нерадзурри» сумели согласовать трансфер.

### «Интернационале»
Летом 2018 года Лаутаро перешёл в миланский «Интер», подписав контракт на 5 лет. Сумма трансфера составила 25 миллионов евро. В матче против «Сассуоло» он дебютировал в итальянской Серии A. В четырёх следующих матчах провёл всего минуту, а возможность показать себя получил лишь 29 сентября в домашнем поединке против «Кальяри». В этом матче отметился забитым мячом.
Несмотря на важнейшие голы в ворота «Наполи» (1:0) и «Фиорентины» (3:0), Мартинес оставался резервным вариантом в атаке. Даже дубль в первом матче 2019 года против «Беневенто» и самая крупная победа «Интера» в кубке за последние 12 лет, не помогли ему выйти в основе на следующий матч Серии А. А помогли околофутбольные скандалы, связанные с Мауро Икарди. Соотечественник Мартинеса был исключён из команды, а сам он получил возможность проявить себя в старте. В феврале забил ещё два мяча — оба раза «Интер» побеждал со счётом 1:0. 17 марта игрок заявил о себе на всю Италию, забив решающий мяч в миланском дерби. Также отметился голевой передачей. Но даже это не помогло ему стать безотговорочным игроком основы. До конца сезона провёл ещё 6 матчей, лишь 2 в основе. «Интер» в итоге занял четвёртое место и вернулся в Лигу чемпионов, а Спалетти был заменён на Антонио Конте. Под руководством нового наставника Мартинес наконец-то получил достаточную поддержку. 17 сентября дебютировал с «Интером» в рамках Лиги чемпионов — в поединке против «Славии» (1:1). В следующем матче на «Камп Ноу» отличился забитым мячом (1:2).

## Карьера в сборной
В 2017 года Мартинес в составе молодёжной сборной Аргентины принял участие в молодёжном чемпионате Южной Америки в Эквадоре. На турнире он сыграл в матчах против команд Перу, Боливии, Колумбии, Бразилии, Эквадора а также дважды Венесуэлы и Уругвая. Лаутаро забил пять мячей и вместе с Брианом Кабесасом, Родриго Амаралем и Марсело Торресом стал лучшим бомбардиром турнира. В том же году Мартинес принял участие в молодёжном чемпионате мира. На турнире он сыграл в матчах против команд Гвинеи, Англии и Южной Кореи. В поединке против гвинейцев Лаутаро сделал дубль.
27 марта 2018 года в товарищеском матче против сборной Испании Мартинес дебютировал за сборную Аргентины, заменив во втором тайме Гонсало Игуаина. 11 октября в поединке против сборной Ирака он забил свой первый мяч за национальную команду. 8 июня 2019 года в поединке против сборной Никарагуа Мартинес сделал дубль. Летом того же года Мартинес принял участие в Кубке Америки 2019 в Бразилии. На турнире он сыграл против сборных Парагвая, Катара, Венесуэлы и Бразилии. В поединках против катарцев и венесуэльцев Лаутаро забил по мячу.
Осенью 2019 года в товарищеском матче против сборной Мексики Мартинес оформил хет-трик.
На победном для Аргентины Кубке Америки 2021 Мартинес был одним из ключевых футболистов команды. В заключительном матче группового этапа против Боливии Лаутаро отметился забитым мячом. Он также отличился в четвертьфинальной и полуфинальной встречах, поразив ворота Эквадора и Колумбии соответственно. Полуфинальный поединок закончился ничьей (1:1), а в серии пенальти аргентинцы оказались точнее противников; Мартинес свой удар реализовал. В финале против сборной Бразилии, в котором Аргентина одержала победу с минимальным счётом, Мартинес отыграл 79 минут, не отметившись результативными действиями.
1 июня 2022 года Мартинес забил мяч и отдал ассист на Анхеля ди Марию в матче Финалиссимы против чемпионов Европы — сборной Италии.
Чемпионат мира 2022 года в Катаре Мартинес начинал в качестве основного нападающего сборной. В первом матче Аргентина сенсационно уступила Саудовской Аравии со счётом 1:2; Лаутаро провёл на поле всю игру. Во встрече второго тура против Мексики он снова появился с первых минут и во втором тайме был заменён на Хулиана Альвареса. Выступления Мартинеса не впечатляли, поэтому главный тренер Лионель Скалони в оставшихся матчах ставил в стартовый состав Альвареса вместо Лаутаро. В четвертьфинальной игре против Нидерландов Мартинес, вышедший на поле в концовке основного времени, реализовал решающий удар в серии пенальти, благодаря чему Аргентина вышла в полуфинал. В полуфинале Лаутаро остался на скамейке, а в финальном поединке против Франции появился на поле в дополнительное время. В серии одиннадцатиметровых ударов Аргентина взяла верх и стала чемпионом мира. Впоследствии Мартинес заявлял, что не смог ярко проявить себя в Катаре из-за травмы лодыжки, которая беспокоила его по ходу всего турнира.
На Кубке Америки 2024 Мартинес забил мяч в финальном матче против сборной Колумбии, который и принёс победу Аргентине в этом турнире. Стал лучшим бомбардиром турнира, забив 5 мячей.

### Голы за сборную Аргентины
| #   | Дата             | Место                                                 | Противник  | Счёт | Результат  | Соревнование           |
| --- | ---------------- | ----------------------------------------------------- | ---------- | ---- | ---------- | ---------------------- |
| 01. | 11 октября 2018  | Стадион Принца Файсала, Эр-Рияд, Саудовская Аравия    | Ирак       | 0:1  | 0:4        | Товарищеский матч      |
| 02. | 22 марта 2019    | Ванда Метрополитано, Мадрид, Испания                  | Венесуэла  | 1:2  | 1:3        | Товарищеский матч      |
| 03. | 7 июня 2019      | Бисентенарио, Сан-Хуан, Аргентина                     | Никарагуа  | 3:1  | 5:1        | Товарищеский матч      |
| 04. | 7 июня 2019      | Бисентенарио, Сан-Хуан, Аргентина                     | Никарагуа  | 4:1  | 5:1        | Товарищеский матч      |
| 05. | 23 июня 2019     | Арена Гремио, Порту-Алегри, Бразилия                  | Катар      | 0:1  | 0:2        | Кубок Америки 2019     |
| 06. | 28 июня 2019     | Маракана, Рио-де-Жанейро, Бразилия                    | Венесуэла  | 0:1  | 0:2        | Кубок Америки 2019     |
| 07. | 10 сентября 2019 | Аламодом, Сан-Антонио, США                            | Мексика    | 1:0  | 4:0        | Товарищеский матч      |
| 08. | 10 сентября 2019 | Аламодом, Сан-Антонио, США                            | Мексика    | 2:0  | 4:0        | Товарищеский матч      |
| 09. | 10 сентября 2019 | Аламодом, Сан-Антонио, США                            | Мексика    | 4:0  | 4:0        | Товарищеский матч      |
| 10. | 13 октября 2020  | Эрнандо Силес, Ла-Пас, США                            | Боливия    | 1:1  | 1:2        | Отбор ЧМ-2022 КОНМЕБОЛ |
| 11. | 18 ноября 2020   | Национальный стадион, Лима, Перу                      | Перу       | 0:2  | 0:2        | Отбор ЧМ-2022 КОНМЕБОЛ |
| 12. | 29 июня 2021     | Арена Пантанал, Куяба, Бразилия                       | Боливия    | 4:1  | 4:1        | Кубок Америки 2021     |
| 13. | 4 июля 2021      | Олимпийский стадион им. Тейшейры, Гояния, Бразилия    | Эквадор    | 2:0  | 3:0        | Кубок Америки 2021     |
| 14. | 7 июля 2021      | Национальный стадион, Бразилиа, Бразилия              | Колумбия   | 1:0  | 4:3 (пен.) | Кубок Америки 2021     |
| 15. | 3 сентября 2021  | Олимпийский стадион, Каракас, Венесуэла               | Венесуэла  | 0:1  | 1:3        | Отбор ЧМ-2022 КОНМЕБОЛ |
| 16. | 11 октября 2021  | Монументаль, Буэнос-Айрес, Аргентина                  | Уругвай    | 3:0  | 3:0        | Отбор ЧМ-2022 КОНМЕБОЛ |
| 17. | 15 октября 2021  | Монументаль, Буэнос-Айрес, Аргентина                  | Перу       | 1:0  | 1:0        | Отбор ЧМ-2022 КОНМЕБОЛ |
| 18. | 28 января 2022   | Соррос дель Десьерто, Калама, Чили                    | Чили       | 1:2  | 1:2        | Отбор ЧМ-2022 КОНМЕБОЛ |
| 19. | 2 февраля 2022   | Марио Кемпес, Кордова, Аргентина                      | Колумбия   | 1:0  | 1:0        | Отбор ЧМ-2022 КОНМЕБОЛ |
| 20. | 1 июня 2022      | Уэмбли, Лондон, Англия                                | Италия     | 0:1  | 0:3        | Финалиссима            |
| 21. | 24 сентября 2022 | Хард Рок Стэдиум, Майами, США                         | Гондурас   | 1:0  | 3:0        | Товарищеский матч      |
| 22. | 26 марта 2024    | Мемориальный колизей Лос-Анджелеса, Лос-Анджелес, США | Коста-Рика | 3:1  | 3:1        | Товарищеский матч      |
| 23. | 14 июня 2024     | Федэкс-филд, Мэриленд, США                            | Гватемала  | 2:1  | 4:1        | Товарищеский матч      |
| 24. | 14 июня 2024     | Федэкс-филд, Мэриленд, США                            | Гватемала  | 3:1  | 4:1        | Товарищеский матч      |

## Достижения

### Командные
«Интернационале»
- Чемпион Италии (2): 2020/21, 2023/24
- Обладатель Кубка Италии (2): 2021/22, 2022/23
- Обладатель Суперкубка Италии (3): 2021, 2022, 2023

Сборная Аргентины
- Чемпион мира: 2022
- Обладатель Кубка Америки (2): 2021, 2024
- Победитель Финалиссимы: 2022
- Бронзовый призёр Кубка Америки: 2019

### Личные
- Лучший бомбардир Молодёжного чемпионата Южной Америки: 2017[49]
- Футболист года в Италии: 2023/24[50]
- Игрок месяца в Серии А: октябрь 2023[51]
- Самый ценный игрок Серии А: 2023/24[52]
- Лучший бомбардир чемпионата Италии: 2023/24[53]
- Член символической «сборной сезона» Лиги Европы УЕФА: 2019/20[54]
- Член символической «сборной сезона» Серии А: 2023/24[55]
- Лучший бомбардир Кубка Америки: 2024 (5 голов)[56]
- Обладатель премии Golden Foot: 2024
- Входит в состав символической сборной сезона по версии ESM: 2023/24[57]

## Статистика выступлений

### Клубная карьера
| Клуб             | Сезон            | Лига | Лига | Кубки | Кубки | Еврокубки | Еврокубки | Прочие | Прочие | Итого | Итого |
| Клуб             | Сезон            | Игры | Голы | Игры  | Голы  | Игры      | Голы      | Игры   | Голы   | Игры  | Голы  |
| ---------------- | ---------------- | ---- | ---- | ----- | ----- | --------- | --------- | ------ | ------ | ----- | ----- |
| Расинг           | 2015             | 1    | 0    | 0     | 0     | 0         | 0         | 0      | 0      | 1     | 0     |
| Расинг           | 2016             | 3    | 0    | 0     | 0     | 0         | 0         | 0      | 0      | 3     | 0     |
| Расинг           | 2016/17          | 23   | 9    | 2     | 0     | 5         | 0         | 0      | 0      | 30    | 9     |
| Расинг           | 2017/18          | 21   | 13   | 1     | 0     | 6         | 5         | 0      | 0      | 28    | 18    |
| Расинг           | Итого            | 48   | 22   | 3     | 0     | 11        | 5         | 0      | 0      | 62    | 27    |
| Интернационале   | 2018/19          | 27   | 6    | 2     | 2     | 6         | 1         | 0      | 0      | 35    | 9     |
| Интернационале   | 2019/20          | 35   | 14   | 3     | 0     | 11        | 7         | 0      | 0      | 49    | 21    |
| Интернационале   | 2020/21          | 38   | 17   | 4     | 1     | 6         | 1         | 0      | 0      | 47    | 19    |
| Интернационале   | 2021/22          | 35   | 21   | 5     | 2     | 8         | 1         | 1      | 1      | 49    | 25    |
| Интернационале   | 2022/23          | 38   | 21   | 5     | 3     | 13        | 3         | 1      | 1      | 57    | 28    |
| Интернационале   | 2023/24          | 33   | 24   | 1     | 0     | 8         | 2         | 2      | 1      | 44    | 27    |
| Интернационале   | 2024/25          | 31   | 12   | 2     | 0     | 13        | 9         | 2      | 1      | 48    | 22    |
| Интернационале   | Итого            | 237  | 115  | 22    | 8     | 65        | 24        | 6      | 4      | 330   | 151   |
| Всего за карьеру | Всего за карьеру | 285  | 137  | 25    | 8     | 76        | 29        | 6      | 4      | 392   | 178   |

### Выступления за сборную
| Сборная          | Год              | Отборочные матчи ЧМ | Отборочные матчи ЧМ | Финальные матчи ЧМ | Финальные матчи ЧМ | Кубок Америки | Кубок Америки | Финалиссима | Финалиссима | Товарищеские матчи | Товарищеские матчи | Итого | Итого |
| Сборная          | Год              | Игры                | Голы                | Игры               | Голы               | Игры          | Голы          | Игры        | Голы        | Игры               | Голы               | Игры  | Голы  |
| ---------------- | ---------------- | ------------------- | ------------------- | ------------------ | ------------------ | ------------- | ------------- | ----------- | ----------- | ------------------ | ------------------ | ----- | ----- |
| Аргентина        | 2018             | -                   | -                   | -                  | -                  | -             | -             | -           | -           | 4                  | 1                  | 4     | 1     |
| Аргентина        | 2019             | -                   | -                   | -                  | -                  | 4             | 2             | -           | -           | 9                  | 6                  | 13    | 8     |
| Аргентина        | 2020             | 4                   | 2                   | -                  | -                  | -             | -             | -           | -           | 0                  | 0                  | 4     | 2     |
| Аргентина        | 2021             | 8                   | 3                   | -                  | -                  | 6             | 3             | -           | -           | 0                  | 0                  | 14    | 6     |
| Аргентина        | 2022             | 2                   | 2                   | 6                  | 0                  | -             | -             | 1           | 1           | 2                  | 1                  | 11    | 4     |
| Аргентина        | 2023             | 6                   | 0                   | -                  | -                  | -             | -             | -           | -           | 2                  | 0                  | 8     | 0     |
| Аргентина        | 2024             | 6                   | 3                   | -                  | -                  | 6             | 5             | -           | -           | 4                  | 3                  | 16    | 11    |
| Всего за карьеру | Всего за карьеру | 26                  | 10                  | 6                  | 0                  | 16            | 10            | 1           | 1           | 21                 | 11                 | 70    | 32    |